# Juan Sabines Gutiérrez, Tonalá
Juan Sabines Gutiérrez är en ort i Mexiko.   Den ligger i kommunen Tonalá och delstaten Chiapas, i den sydöstra delen av landet, 700 km sydost om huvudstaden Mexico City. Juan Sabines Gutiérrez ligger 75 meter över havet och antalet invånare är 376.
Terrängen runt Juan Sabines Gutiérrez är varierad. Runt Juan Sabines Gutiérrez är det ganska glesbefolkat, med 50 invånare per kvadratkilometer. Närmaste större samhälle är Tres Picos, 5,4 km väster om Juan Sabines Gutiérrez. Omgivningarna runt Juan Sabines Gutiérrez är en mosaik av jordbruksmark och naturlig växtlighet.